# Lutas nos Jogos Olímpicos de Verão da Juventude de 2014
As lutas nos Jogos Olímpicos de Verão da Juventude de 2014 tiveram lugar entre 25 e 27 de Agosto no Ginásio de Longjiang em Nanquim, China.

## Qualificação
Cada Comité Olímpico Nacional (CON) pode participar com um máximo de cinco atletas, distribuídos da seguinte forma: dois rapazes na Luta livre, dois rapazes na Luta greco-romana e uma rapariga na Luta livre. Cinco torneios de qualificação continentais apuram 98 atletas, 70 masculinos e 28 femininos. Cada continente qualificou um atleta por cada evento, sendo que as Américas em Luta livre masculina, a Ásia em Luta greco-romana masculina e Luta livre e a Europa nos três qualificaram um segundo atleta. Apesar de serem anfitriões, a China não teve qualquer quota parte, tendo que se qualificar normalmente. 14 lugares, 10 de rapazes e quatro de raparigas, foram decididos pela Comissão Tripartida. A Nigéria qualificou um atleta para o estilo livre -46 kg masculino, mas abandonou os Jogos Olímpicos da Juventude de 2014 devido ao surto de ébola.
Para poderem participar nas Olimpíadas da Juventude, os atletas têm que ter nascido entre 1 de Janeiro de 1997 e 31 de Dezembro de 1998.

### Eventos
| Evento                                        | Local       | Data                     |
| --------------------------------------------- | ----------- | ------------------------ |
| Campeonatos de Cadetes da Oceânia de 2014     | Pago Pago   | 19 a 22 de Março de 2014 |
| Campeonatos Pan-Americanos de Cadetes de 2014 | Recife      | 2 a 4 de Maio de 2014    |
| Campeonatos Europeus de Cadetes de 2014       | Samokov     | 6 a 11 de Maio de 2014   |
| Campeonatos Asiáticos de Cadetes de 2014      | Banguecoque | 8 a 11 de Maio de 2014   |
| Campeonatos Africanos de Cadetes de 2014      | Alexandria  | 19 a 20 de Maio de 2014  |

### Sumário
| CON                      | Luta livre masculino | Luta livre masculino | Luta livre masculino | Luta livre masculino | Luta livre masculino | Luta greco-romana masculino | Luta greco-romana masculino | Luta greco-romana masculino | Luta greco-romana masculino | Luta greco-romana masculino | Luta livre feminino | Luta livre feminino | Luta livre feminino | Luta livre feminino | Total |
| CON                      | -46 kg               | -54 kg               | -63 kg               | -76 kg               | -100 kg              | -42 kg                      | -50 kg                      | -58 kg                      | -69 kg                      | -85 kg                      | -46 kg              | -52 kg              | -60 kg              | -70 kg              | Total |
| ------------------------ | -------------------- | -------------------- | -------------------- | -------------------- | -------------------- | --------------------------- | --------------------------- | --------------------------- | --------------------------- | --------------------------- | ------------------- | ------------------- | ------------------- | ------------------- | ----- |
| GER Alemanha             |                      |                      |                      |                      |                      |                             |                             |                             | X                           |                             |                     |                     |                     | X                   | 2     |
| RSA África do Sul        |                      | X                    | X                    |                      |                      |                             |                             |                             |                             |                             |                     |                     | X                   |                     | 3     |
| ALG Argélia              |                      |                      |                      |                      |                      | X                           | X                           |                             |                             |                             | X                   |                     |                     |                     | 3     |
| ARG Argentina            |                      |                      |                      |                      |                      |                             |                             | X                           |                             |                             |                     |                     |                     |                     | 1     |
| ARM Armênia              |                      | X                    |                      | X                    |                      |                             |                             | X                           |                             |                             |                     |                     |                     |                     | 3     |
| AUS Austrália            |                      |                      |                      |                      | X                    |                             |                             |                             |                             |                             |                     |                     |                     |                     | 1     |
| AZE Azerbaijão           |                      |                      | X                    |                      | X                    |                             | X                           |                             | X                           |                             |                     | X                   |                     |                     | 5     |
| BLR Bielorrússia         |                      |                      |                      |                      |                      |                             |                             |                             |                             |                             | X                   |                     |                     |                     | 1     |
| BRA Brasil               |                      |                      |                      |                      | X                    |                             | X                           |                             |                             |                             |                     |                     |                     |                     | 2     |
| BUL Bulgária             |                      |                      |                      |                      |                      |                             |                             |                             |                             | X                           |                     |                     |                     |                     | 1     |
| CAM Camboja              |                      |                      |                      |                      |                      |                             |                             |                             |                             |                             |                     | X                   |                     |                     | 1     |
| CAN Canadá               |                      |                      | X                    | X                    |                      |                             |                             |                             |                             | X                           |                     | X                   |                     |                     | 4     |
| KAZ Cazaquistão          |                      | X                    |                      |                      |                      |                             |                             | X                           | X                           |                             |                     |                     |                     | X                   | 4     |
| CHN China                |                      |                      |                      |                      |                      |                             |                             |                             |                             |                             |                     |                     | X                   |                     | 1     |
| COL Colômbia             | X                    |                      |                      | X                    |                      |                             |                             |                             |                             |                             |                     |                     | X                   |                     | 3     |
| CGO Congo                |                      |                      |                      |                      |                      |                             |                             |                             |                             |                             |                     |                     | X                   |                     | 1     |
| PRK Coreia do Norte      |                      |                      |                      |                      |                      | X                           |                             |                             |                             |                             | X                   |                     |                     |                     | 1     |
| KOR Coreia do Sul        |                      |                      |                      |                      |                      |                             |                             |                             |                             |                             |                     |                     |                     | X                   | 1     |
| CIV Costa do Marfim      |                      |                      |                      |                      |                      |                             |                             |                             |                             |                             |                     |                     |                     | X                   | 1     |
| ECU Equador              |                      |                      |                      |                      |                      |                             |                             |                             |                             |                             |                     |                     |                     | X                   | 1     |
| EGY Egito                | X                    |                      |                      |                      | X                    |                             |                             |                             | X                           | X                           |                     | X                   |                     |                     | 5     |
| ESA El Salvador          |                      |                      |                      |                      |                      |                             |                             |                             |                             |                             |                     | X                   |                     |                     | 1     |
| USA Estados Unidos       | X                    | X                    |                      |                      |                      |                             |                             |                             | X                           |                             |                     |                     |                     |                     | 3     |
| FRA França               |                      |                      |                      |                      |                      |                             |                             |                             |                             |                             |                     |                     | X                   |                     | 1     |
| GEO Geórgia              |                      |                      | X                    | X                    |                      |                             |                             |                             |                             |                             |                     |                     |                     |                     | 2     |
| GUM Guam                 |                      |                      |                      |                      |                      |                             |                             |                             |                             |                             |                     |                     | X                   |                     | 1     |
| HON Honduras             |                      |                      |                      | X                    |                      |                             |                             |                             |                             |                             |                     |                     |                     |                     | 1     |
| YEM Iêmen                |                      | X                    |                      |                      |                      |                             |                             |                             |                             |                             |                     |                     |                     |                     | 1     |
| MHL Ilhas Marshall       |                      |                      |                      |                      |                      |                             | X                           |                             |                             |                             |                     |                     |                     | X                   | 2     |
| IND Índia                | X                    |                      | X                    |                      |                      |                             |                             |                             |                             | X                           |                     |                     | X                   |                     | 4     |
| IRI Irã                  |                      |                      |                      |                      |                      |                             | X                           | X                           |                             |                             |                     |                     |                     |                     | 2     |
| JPN Japão                |                      |                      |                      | X                    |                      |                             |                             |                             |                             |                             |                     | X                   |                     |                     | 2     |
| MEX México               |                      |                      |                      |                      | X                    | X                           |                             |                             |                             |                             |                     |                     |                     |                     | 2     |
| MDA Moldávia             |                      |                      |                      |                      | X                    |                             | X                           |                             |                             |                             | X                   |                     |                     |                     | 3     |
| MGL Mongólia             |                      |                      |                      |                      |                      |                             |                             |                             |                             |                             | X                   |                     |                     |                     | 1     |
| NCA Nicarágua            | X                    |                      |                      |                      |                      |                             |                             |                             |                             |                             |                     |                     |                     |                     | 1     |
| NGR Nigéria              |                      |                      |                      |                      |                      |                             |                             |                             |                             |                             | X                   |                     |                     |                     | 1     |
| NZL Nova Zelândia        |                      | X                    | X                    |                      |                      |                             |                             | X                           | X                           |                             | X                   |                     |                     |                     | 5     |
| NOR Noruega              |                      |                      |                      |                      |                      |                             |                             |                             |                             |                             |                     |                     | X                   |                     | 1     |
| PLW Palau                |                      |                      | X                    |                      |                      |                             |                             |                             |                             |                             |                     |                     |                     |                     | 1     |
| PER Peru                 |                      |                      |                      |                      |                      |                             |                             |                             | X                           |                             |                     |                     |                     |                     | 1     |
| POL Polônia              |                      |                      |                      |                      |                      |                             |                             |                             |                             |                             |                     |                     |                     | X                   | 1     |
| DOM República Dominicana |                      |                      |                      |                      |                      |                             |                             | X                           |                             |                             |                     |                     |                     |                     | 1     |
| MKD Macedônia do Norte   |                      | X                    |                      |                      |                      |                             |                             |                             |                             |                             |                     |                     |                     |                     | 1     |
| RUS Rússia               | X                    | X                    |                      |                      |                      |                             |                             | X                           |                             | X                           |                     |                     |                     | X                   | 5     |
| ASA Samoa Americana      | X                    |                      |                      | X                    |                      | X                           |                             |                             |                             | X                           |                     |                     |                     |                     | 4     |
| SRB Sérvia               |                      |                      |                      |                      |                      |                             |                             |                             |                             | X                           |                     |                     |                     |                     | 1     |
| TJK Tajiquistão          |                      |                      |                      |                      | X                    | X                           |                             |                             |                             | X                           |                     |                     |                     |                     | 3     |
| TUN Tunísia              |                      |                      |                      | X                    |                      |                             |                             | X                           |                             |                             |                     |                     |                     |                     | 2     |
| TUR Turquia              | X                    |                      |                      |                      |                      | X                           | X                           |                             |                             |                             |                     |                     |                     |                     | 3     |
| UKR Ucrânia              |                      |                      |                      |                      |                      | X                           |                             |                             |                             |                             |                     | X                   |                     |                     | 2     |
| TKM Turcomenistão        |                      |                      |                      |                      | X                    |                             |                             |                             |                             |                             |                     |                     |                     |                     | 1     |
| UZB Uzbequistão          |                      |                      |                      |                      |                      |                             | X                           |                             | X                           |                             |                     | X                   |                     |                     | 3     |
| VEN Venezuela            |                      | X                    | X                    |                      |                      |                             |                             |                             |                             |                             | X                   |                     |                     |                     | 3     |
| 54 CONs                  | 8                    | 9                    | 8                    | 8                    | 8                    | 7                           | 8                           | 8                           | 8                           | 8                           | 8                   | 8                   | 8                   | 8                   | 112   |

## Calendário
O calendário foi publicado pelo Comité Organizador dos Jogos Olímpicos da Juventude de Nanquim.
Todos os horários são pela hora padrão chinesa (UTC+8).
| Data         | Dia da semana | Hora de início | Evento                                                                                               |
| ------------ | ------------- | -------------- | --- |
| 25 de Agosto | 2ª Feira      | 10:00          | Fase de grupos de luta greco-romana masculino                                                        |
| 25 de Agosto | 2ª Feira      | 17:00          | Fase de grupos de luta greco-romana masculino Duelos de classificação de luta greco-romana masculino |
| 26 de Agosto | 3ª Feira      | 10:00          | Fase de grupos de luta livre feminino                                                                |
| 26 de Agosto | 3ª Feira      | 17:00          | Fase de grupos de luta livre feminino Duelos de classificação de luta livre feminino                 |
| 27 de Agosto | 4ª Feira      | 10:00          | Fase de grupos de luta livre masculino                                                               |
| 27 de Agosto | 4ª Feira      | 17:00          | Fase de grupos de luta livre masculino Duelos de classificação de luta livre masculino               |

## Medalhistas

### Luta livre
Masculino
| Evento          | Ouro                             | Prata                          | Bronze                         |
| --------------- | -------------------------------- | ------------------------------ | ------------------------------ |
| 46 kg detalhes  | Ismail Gadzhiev RUS Rússia       | Cade Olivas USA Estados Unidos | Cabbar Duyum TUR Turquia       |
| 54 kg detalhes  | Mukhamed Kuatbek KAZ Cazaquistão | Daton Fix USA Estados Unidos   | Vaginak Matevosyan ARM Armênia |
| 63 kg detalhes  | Teymur Mammadov AZE Azerbaijão   | Anthony Montero VEN Venezuela  | Iveriko Julakidze GEO Geórgia  |
| 76 kg detalhes  | Yajyuro Yamasaki JPN Japão       | Meki Simonia GEO Geórgia       | Sargis Hovsepyan ARM Armênia   |
| 100 kg detalhes | Igbal Hajizada AZE Azerbaijão    | Dmitri Ceacusta MDA Moldávia   | Hatem Abdallah EGY Egito       |

Feminino
| Evento         | Ouro                              | Prata                          | Bronze                       |
| -------------- | --------------------------------- | ------------------------------ | ---------------------------- |
| 46 kg detalhes | Kim Son-hyang PRK Coreia do Norte | Dulguun Bolormaa MGL Mongólia  | Tatiana Doncila MDA Moldávia |
| 52 kg detalhes | Mayu Mukaida JPN Japão            | Leyla Gurbanova AZE Azerbaijão | Olena Kremzer UKR Ucrânia    |
| 60 kg detalhes | Grace Bullen NOR Noruega          | Pei Xingru CHN China           | Koumba Larroque FRA França   |
| 70 kg detalhes | Daria Shisterova RUS Rússia       | Tuğba Kılıç TUR Turquia        | Natalia Strzalka POL Polônia |

### Luta greco-romana
Masculino
| Evento         | Ouro                             | Prata                             | Bronze                              |
| -------------- | -------------------------------- | --------------------------------- | ----------------------------------- |
| 42 kg detalhes | Ri Se-ung PRK Coreia do Norte    | Fatih Aslan TUR Turquia           | Aleksey Masyk UKR Ucrânia           |
| 50 kg detalhes | Ilkhom Bakhromov UZB Uzbequistão | Jabbar Najafov AZE Azerbaijão     | Moahhamad Reza Aghaniachari IRI Irã |
| 58 kg detalhes | Arslan Zubairov RUS Rússia       | Zaven Mikaelyan ARM Armênia       | Keramat Morad Abdevali IRI Irã      |
| 69 kg detalhes | Islambek Dadov AZE Azerbaijão    | Mason Manville USA Estados Unidos | Evgeni Polivadov KAZ Cazaquistão    |
| 85 kg detalhes | Mark Bemalian RUS Rússia         | Kiril Milov BUL Bulgária          | Ahmed Ahmed EGY Egito               |

## Quadro de medalhas
| Ordem | País                | Medalha de ouro | Medalha de prata | Medalha de bronze |    |
| ----- | ------------------- | --------------- | ---------------- | ----------------- | -- |
| 1     | RUS Rússia          | 4               |                  |                   | 4  |
| 2     | AZE Azerbaijão      | 3               | 2                |                   | 5  |
| 3     | PRK Coreia do Norte | 2               |                  |                   | 2  |
|       | JPN Japão           | 2               |                  |                   | 2  |
| 5     | KAZ Cazaquistão     | 1               |                  | 1                 | 2  |
| 6     | NOR Noruega         | 1               |                  |                   | 1  |
|       | UZB Uzbequistão     | 1               |                  |                   | 1  |
| 8     | USA Estados Unidos  |                 | 3                |                   | 3  |
| 9     | TUR Turquia         |                 | 2                | 1                 | 3  |
| 10    | ARM Armênia         |                 | 1                | 2                 | 3  |
| 11    | GEO Geórgia         |                 | 1                | 1                 | 2  |
|       | MDA Moldávia        |                 | 1                | 1                 | 2  |
| 13    | BUL Bulgária        |                 | 1                |                   | 1  |
|       | CHN China           |                 | 1                |                   | 1  |
|       | MGL Mongólia        |                 | 1                |                   | 1  |
|       | VEN Venezuela       |                 | 1                |                   | 1  |
| 17    | EGY Egito           |                 |                  | 2                 | 2  |
|       | IRI Irã             |                 |                  | 2                 | 2  |
|       | UKR Ucrânia         |                 |                  | 2                 | 2  |
| 20    | FRA França          |                 |                  | 1                 | 1  |
|       | POL Polônia         |                 |                  | 1                 | 1  |
| TOTAL | TOTAL               | 14              | 14               | 14                | 42 |